# A Roaring Adventure
A Roaring Adventure è un film muto del 1925 diretto da Clifford Smith.
Sceneggiato da Isadore Bernstein, si basa su The Tenderfoot, una storia breve di Jack Rollens di cui non si conosce la data di pubblicazione. 
Prodotto e distribuito dalla Universal Pictures, il film aveva come interpreti Jack Hoxie, Mary McAllister, Marin Sais, J. Gordon Russell, Jack Pratt.

## Trama
Ritornato nel West dopo aver finito i suoi studi universitari, Duffy Burns scopre che il ranch di suo padre è oggetto di sistematiche ruberie da parte di una banda di ladri di bestiame. Il giovane, deciso a scoprire chi sono i banditi e, nascondendo a tutti la sua vera identità, trova lavoro nel ranch paterno. 
Conosce così Gloria Carpenter che lui scoprirà poi essere la figlia di uno dei fuorilegge. 
I due si innamorano ma lei resta alquanto perplessa dall'interesse che Duffy sembra dimostrare nei confronti della vedova Dodd. Alla fine, il padre di Gloria finirà per ravvedersi mentre Duffy e lo sceriffo cattureranno la banda. 
Gloria, dal canto suo, scoprirà che il suo innamorato aveva frequentato la vedova solo per aiutare le sue indagini.

## Produzione
Il film fu prodotto dalla Universal Pictures.

## Distribuzione
Il film uscì nelle sale cinematografiche degli Stati Uniti l'8 febbraio 1925. Il copyright del film, richiesto dalla Universal Pictures Corp., fu registrato il 14 febbraio 1925 con il numero LP21158.

### Conservazione
Non si conoscono copie ancora esistenti della pellicola che viene considerata presumibilmente perduta.